# High Potential
High Potential è una serie televisiva statunitense trasmessa su ABC dal 17 settembre 2024. È il remake della serie franco-belga Morgane - Detective geniale (HPI - Haut Potentiel Intellectuel). La serie ha debuttato il 17 settembre 2024 sul canale statunitense ed è arrivato in Italia su Disney+ il 23 gennaio 2025.. Il 22 gennaio 2025 viene confermata la seconda stagione con arrivo il 16 settembre dello stesso anno su ABC.

## Trama
Morgan Gillory è una madre single con tre figli che lavora come donna delle pulizie per il Los Angeles Police Department, e dotata di un alto potenziale cognitivo con un quoziente di intelligenza pari a 160. Dopo aver risolto un caso usando la sua mente non convenzionale, diventa consulente per la divisione reati gravi della polizia di Los Angeles.
Una trama secondaria vede Morgan ricorrere all'aiuto e alle risorse della polizia per scoprire cosa è successo al suo primo fidanzato Roman, il padre della figlia maggiore Ava, scomparso quando la ragazza era una neonata.

## Episodi
| Stagione       | Episodi | Prima TV USA | Prima TV Italia |
| -------------- | ------- | ------------ | --------------- |
| Prima stagione | 13      | 2024-2025    | 2025            |

## Personaggi e interpreti

### Personaggi principali
- Morgan Gillory, interpretata da Kaitlin Olson, doppiata da Francesca Manicone.
- Adam Karadec, interpretato da Daniel Sunjata, doppiato da Francesco Bulckaen.
- Daphne Forrester, interpretata da Javicia Leslie, doppiata da Benedetta Degli Innocenti.
- Lev "Oz" Osman, interpretato da Deniz Akdeniz, doppiato da Flavio Aquilone.
- Ava Gillory, interpretata da Amirah J, doppiato da Ilaria Pellicone.
- Elliot Radovic, interpretato da Matthew Lamb, doppiato da Ciro Clarizio.
- Selena Soto, interpretata da Judy Reyes.

### Personaggi ricorrenti
- Ludo Radovic, interpretato da Taran Killam, doppiato da Edoardo Stoppacciaro.
- Tenente Melon, interpretato da Garret Dillahunt.